# 藏加索
藏加索（法語：Zangasso），是馬里的城鎮，位於該國西南部，由錫卡索區的庫蒂亞拉省負責管轄，面積452平方公里，海拔高度318米，2009年人口19,925，人口密度每平方公里44.08人。